# Blaricum

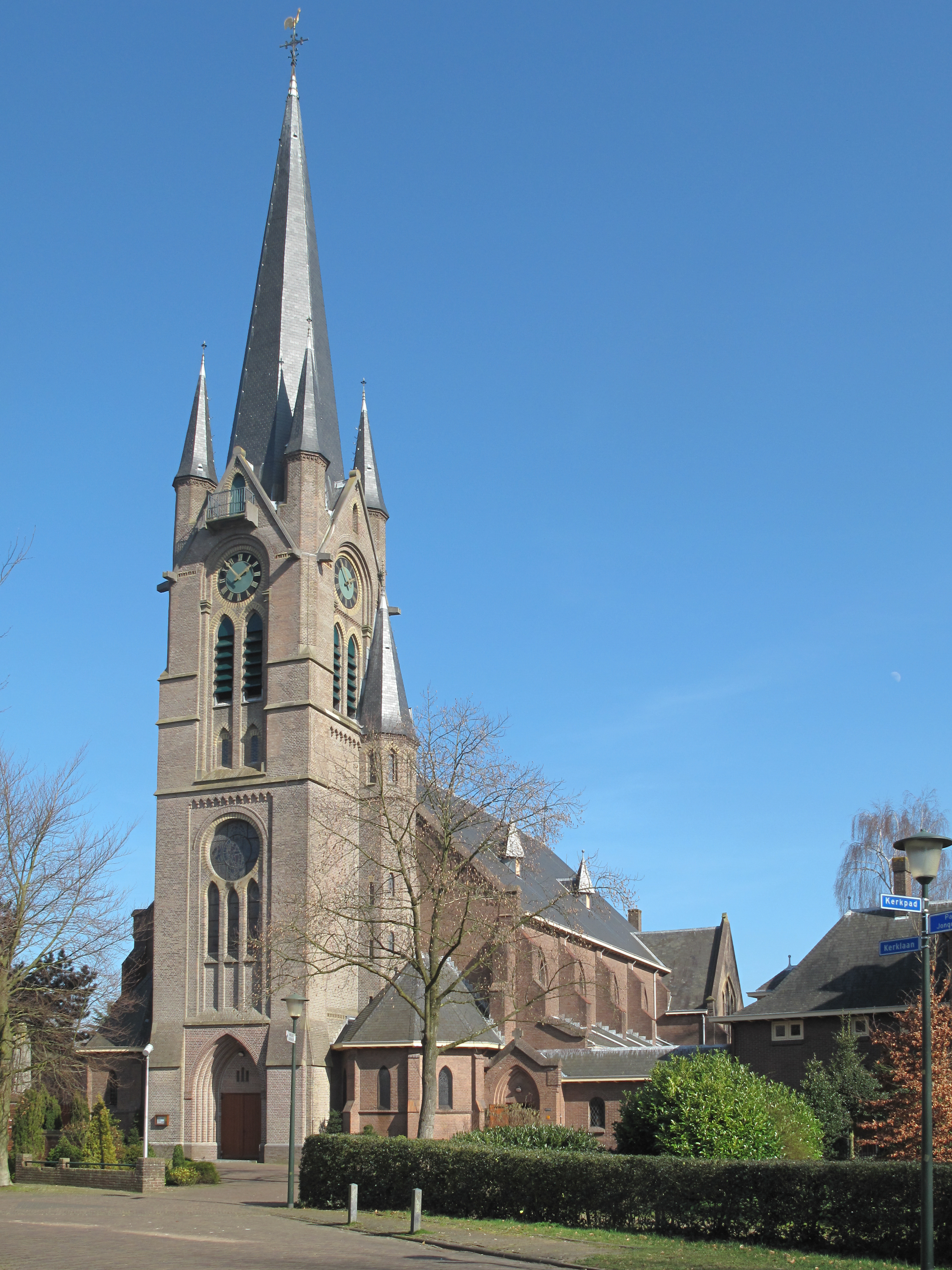
Blaricum, Kirche: de Sint Vituskerk

Blaricum (anhörenⓘ) ist eine niederländische Gemeinde im äußersten Südosten der Provinz Noord-Holland nahe der Binnenmeere Gooimeer und Eemmeer, die eine natürliche Grenze zu der im IJsselmeer künstlich geschaffenen Provinz Flevoland bilden.

## Lage und Wirtschaft
Die Gemeinde in der Region Het Gooi hat 12.951 Einwohner (Stand 1. Januar 2025) und eine Landfläche von rund 11,1 km². Blaricum liegt 26 km südöstlich von Amsterdam, 3 km südlich von Huizen, 6 km nordöstlich von Hilversum sowie 15 km nordwestlich von Amersfoort.
Die Gemeinde ist ein beliebter Wohnort im Ballungsraum zwischen Amsterdam und Utrecht mit überwiegend gehobenen Wohnvierteln in einer Landschaft zwischen den Niederungen am Rande des ehemaligen IJsselmeers sowie den bewaldeten und bis zu 25 hohen Dünen um Hilversum. Landwirtschaft und Industrie spielen in der Pendlergemeinde neben dem Dienstleistungssektor kaum eine Rolle.

## Geschichte
Im Oktober 1899 gründete Lodewijk van Mierop in Blaricum die Gruppe Vereniging Internationale Broederschap (wörtlich: „Vereinigung der Internationale Brüderschaft“, VIB), die nach den Idealen des christlichen Anarchismus leben sollte.
Während der Deutschen Besatzung der Niederlande 1940–1945 wurde die Villa des Kaufmanns Sam van Perlstein in Blaricum zum Mittelpunkt einer Widerstandsgruppe. Sam van Perlstein war der Deportation als Jude entgangen, weil zwei deutsche Soldaten, der Graphiker Werner Klemke und der Fotograf Johannes Gerhardt, für ihn und seine Familie gefälschte Ariernachweise hergestellt hatten. In der van-Perlstein-Villa in Blaricum verbargen sich etwa 80 Menschen in einem Tunnel und in einer Dachkammer bzw. wurden durch die Villa zu anderen Rettungsorten geschleust: Juden, von Zwangsarbeit bedrohte junge Männer, deutsche Deserteure und abgeschossene britische Piloten. Obwohl die niederländische Polizei die Villa mehrfach durchsuchte, blieben die Verstecke unentdeckt. In der Garage wurden vier Ausgaben einer Zeitung für untergetauchte Juden gedruckt.

## Politik

### Sitzverteilung im Gemeinderat
In Blaricum wird der Gemeinderat seit 1982 wie folgt gebildet:
| Partei                            | Sitze | Sitze | Sitze | Sitze | Sitze | Sitze | Sitze | Sitze | Sitze | Sitze | Sitze |
| Partei                            | 1982  | 1986  | 1990  | 1994  | 1998  | 2002  | 2006  | 2010  | 2014  | 2018  | 2022  |
| --------------------------------- | ----- | ----- | ----- | ----- | ----- | ----- | ----- | ----- | ----- | ----- | ----- |
| Hart voor Blaricum                | –     | –     | –     | –     | –     | 5     | 4     | 3     | 4     | 4     | 6     |
| VVD                               | 5     | 4     | 3     | 3     | 3     | 2     | 3     | 3     | 3     | 3     | 3     |
| D66                               | 2     | 2     | 2     | 1     | 1     | 0     | –     | 2     | 2     | 2     | 2     |
| De Blaricumse Partij a            | –     | –     | –     | –     | –     | –     | –     | 3     | 3     | 3     | 2     |
| PvdA                              | 2     | 2     | 2     | 2     | 2     | 1     | 2     | 1     | 0     | 0     | 1     |
| GroenLinks                        | –     | –     | –     | –     | –     | –     | –     | –     | –     | –     | 1     |
| CDA                               | 3     | 3     | 3     | 2     | 2     | 2     | 2     | 1     | 1     | 1     | 1     |
| Democratisch Alternatief Blaricum | –     | –     | –     | –     | –     | –     | –     | –     | –     | 2     | –     |
| Nieuwe Blaricumse Partij          | –     | –     | –     | –     | 4     | 2     | 1     | –     | –     | –     | –     |
| Blaricums Belang                  | 1     | 4     | 4     | 6     | 1     | 1     | 1     | –     | –     | –     | –     |
| Verenigd Dorpsbelang              | –     | –     | 1     | 1     | –     | –     | –     | –     | –     | –     | –     |
| Blaricum Oké                      | 2     | –     | –     | –     | –     | –     | –     | –     | –     | –     | –     |
| Gesamt                            | 15    | 15    | 15    | 15    | 13    | 13    | 13    | 13    | 13    | 15    | 15    |

Anmerkungen

## Infrastruktur
Durch Blaricums Lage an den Ausläufern der Randstad sind die Straßenanbindungen sehr gut; die Gemeinde liegt an den Autobahnen A1 und A27. Eine direkte Schienenanbindung besteht nicht, aber in den Nachbarstädten Bussum und Hilversum gibt es Bahnhöfe.
Der internationale Flughafen Schiphol liegt 30 km westlich.

## Söhne und Töchter der Gemeinde
- Ton Richter (1919–2009), Hockeyspieler
- Selena Piek (* 1991), Badmintonspielerin
- Mick Makker (* 1993), Ruderer
- Robin van Kampen (* 1994), Schachspieler
- Steijn Schothorst (* 1994), Automobilrennfahrer
- Vincent Vermeij (* 1994), Fußballspieler
- Charlotte Kool (* 1999), Radrennfahrerin
- Ryan Flamingo (* 2002), Fußballspieler
- Tristan Gooijer (* 2004), Fußballspieler